# Dschingis Secret
Dschingis Secret (* 17. Februar 2013) ist ein deutsches Rennpferd und wurde u. a. Galopper des Jahres 2017. Der braune Hengst ist ein englisches Vollblutpferd und gehört zum Rennstall Avatara von Bernd Dietel. Der Züchter ist Helmut von Finck.

## Abstammung
Dschingis Secret wurde auf dem Gestüt Park Wiedingen von Helmut von Finck aufgezogen und stammt von der Stute Divya und dem Hengst Soldier Hollow ab, einem der erfolgreichsten Rennpferde der 2000er-Jahre in Deutschland.

## Rennerfolge
Insgesamt ging Dschingis Secret 20 Mal an den Start und konnte dabei sieben Rennen gewinnen, darunter im Jahr 2017 den Großen Preis von Berlin, zweimal den Hansa-Preis in Hamburg, den Gerling-Preis in Köln und den Prix Foy in Chantilly.
Seine Gewinnsumme beläuft sich auf 482.600 Euro, sein höchster GAG betrug 100 kg.
2017 wurde Dschingis Secret vom Publikum zum Galopper des Jahres gewählt, indem er mit einer Mehrheit von 56,6 Prozent die mitnomminierten Konkurrenten Guignol und Windstoß hinter sich ließ.
Im Herbst 2018 ließ man die Rennkarriere von Dschingis Secret auslaufen. Das Pferd ist seit 2019 als Deckhengst in der französischen Normandie aufgestellt. Dschingis Secret steht ab der Decksaison 2022 im Haras de Montaigu in Nonant-le-Pin.

## Deutsches Derby 2016
Beim 147. Deutschen Derby im Juli 2016 in Hamburg galoppierte Dschingis Secret als Dritter ins Ziel, nach den Pferden Isfahan und Savoir Vivre. Besitzer Horst Pudwill und Rennstall-Manager Bernd Dietel legten nach dem Rennen Protest ein, da die Jockeys der beiden erstplatzierten Pferde ihre Tiere während des Rennens deutlich öfter als erlaubt peitschten (nur 5 Hiebe sind zulässig). Pudwill und Dietel forderten deshalb eine Disqualifizierung.
Das verbandsinterne Renngericht des Direktoriums für Vollblutzucht und Rennen lehnte die Klage zunächst ab, woraufhin das Obere Renngericht die erstinstanzliche Entscheidung aufhob und an das Renngericht zurückverwies, welches jedoch die Entscheidung des Oberen Renngerichts nicht anerkennen will. Pudwill und Dietel klagten deshalb beim Kölner Landgericht und wollen durch ordentliche Gerichtsbarkeit erreichen, dass die Verbandsgerichtsbarkeit die getroffene Entscheidung des Oberen Renngerichts respektiert.
Rennstall-Manager Bernd Dietel beklagte mehrfach, dass der Rennsport zunehmend unfair und unsportlich geworden sei und zu Lasten der Tiere ausgetragen werde. Besitzer, die ihre Pferde prügeln ließen, schadeten dem Rennsport.

## Belege
1. 1 2  Dschingis Secret (GER) 2013 | Turf-Times Deutschland. Abgerufen am 2. Januar 2019.
2. ↑  Gestüt Park Wiedingen. Abgerufen am 2. Januar 2019.
3. ↑  Divya (GER) 2006 | Rennstall Wöhler. Abgerufen am 2. Januar 2019.
4. 1 2  Dschingis Secret wird Deckhengst in Frankreich. Abgerufen am 2. Januar 2019.
5. ↑  Als Deckhengst in die Normandie: Dschingis Secret beendet Karriere. 1. Oktober 2018, abgerufen am 2. Januar 2019.
6. ↑  Patrick Bücheler: Karriereende: Dschingis Secret wird Deckhengst. 1. Oktober 2018, abgerufen am 2. Januar 2019.
7. ↑  Dschingis Secret wird Deckhengst in Frankreich. Abgerufen am 2. Januar 2019.
8. ↑  Dschingis Secret ist Galopper des Jahres 2017. Abgerufen am 2. Januar 2019.
9. ↑  Georg Heil Hamburg: "Ich würde den erschießen". In: sueddeutsche.de. 2. Juli 2017, ISSN 0174-4917 (sueddeutsche.de [abgerufen am 2. Januar 2019]).
10. ↑  RP ONLINE: Lokalsport: Korschenbroicher Anwalt streitet um Derby-Ehren. Abgerufen am 2. Januar 2019.
11. ↑  „Galopper des Jahres“ - Dieses Pferd will Derby-Sieg einklagen. Abgerufen am 2. Januar 2019.
12. ↑  Bernhard Krebs: Kölner Landgericht: Streit um Zahl der Peitschenhiebe beim Deutschen Derby. 4. Mai 2018, ehemals im Original (nicht mehr online verfügbar); abgerufen am 2. Januar 2019 (deutsch). (Seite nicht mehr abrufbar. Suche in Webarchiven)
13. ↑  Berufung beim OLG Köln: Derby-Streit geht weiter. Abgerufen am 2. Januar 2019.
14. ↑  Georg Heil Hamburg: "Ich würde den erschießen". In: sueddeutsche.de. 2. Juli 2017, ISSN 0174-4917 (sueddeutsche.de [abgerufen am 2. Januar 2019]).
15. ↑  RP ONLINE: Lokalsport: Korschenbroicher Anwalt streitet um Derby-Ehren. Abgerufen am 2. Januar 2019.